# 上沃达斯
上沃达斯，是匈牙利包尔绍德-奥包乌伊-曾普伦州所辖的一个村。总面积18.66平方公里，总人口549，人口密度29.4人/平方公里（2011年1月1日）。